# Gliàdkovo
Gliàdkovo (en rus: Глядково) és un poble de l'óblast de Leningrad, a Rússia, pertany al districte rural de Boksitogorski. El 2017 no tenia cap habitant.